# 나야족
나야족(프라크리트어: 𑀦𑀸𑀬, 산스크리트어: ज्ञात 즈냐타)은 철기 시대 고대 남아시아 북동부에 살았던 인도아리아인 부족이다. 나야족은 밧지 연맹의 일원으로서 나야 공화국이라는 가나상가(귀족 과두제 공화국)로 조직되었다.
나야족은 자이나교의 제24대 티르탕카라인 마하비라의 출신 부족으로 잘 알려져 있다. 이러한 출신 배경으로 인해 마하비라는 종종 "나야족의 아들"(산스크리트어: ज्ञातपुत्र 즈냐타푸트라, 팔리어: Nātaputta 나타풋타)로 불렸다.

## 이름
나야라는 이름은 프라크리트 문헌에서 Nāya, Nāyae, Nāe, Nāī 등의 형태로 나타나고, 팔리 문헌에서는 Nāta와 Nātha 라고 부르며, 산스크리트 문자에서는 Jñāta라고 부르고, 북부 불교 문자에서는 Jñāti라는 형태로 나타난다.
나야라는 이름은 산스크리트어로 "친척"을 의미하는 즈냐타(Jñāta)의 프라크리트어 버전으로, 후에 부족 이름으로 채택되었다.

## 위치
나야족은  비데하 왕국의 영토에 살았으며, 서쪽으로는 사다니라강, 동쪽으로는 카우시키강, 남쪽으로는 갠지스강, 북쪽으로는 히말라야산맥과 경계를 이루고 있었다.
나야족은 주로 쿤다가마(산스크리트어: कुण्डग्राम 쿤다그라마, 팔리어: Kuṇḍapura 쿤다푸라)라는 작은 마을 주변의 작은 지역에 위치했으며, 북동쪽으로는 리차비족과 밧지 연맹의 수도였던 바이샬리 인근 어딘가에 위치했다. 다른 나야족 정착지로는 베살리 북동쪽 교외에 위치한 콜라가(Kollāga)와 명목상으로는 콜라가 정착지의 일부이지만 실제로는 그 바깥에 위치한 두이팔라사(Dūīpalāsa)라는 세티야가 있다.

## 역사
나야족은 원래 대마가다 문화권의 동부 갠지스 평원에 있던 비데하족의 하위 집단이었다. 기원전 7세기 또는 6세기에 리차비족이 비데하족을 침입하여 왕정을 전복시키고 공화제로 전환시킨 후 옛 마하비데하 왕국의 남부에 정착했다. 이후에도 나야족은 스스로를 비데하족이라고 생각하면서도 공화정 조직을 갖춘 독립적인 민족으로 나타난다. 리차비족이 리차비 공화국을 수립하고 자신들을 맹주로 하는 밧지 연맹을 설립하자 나야족은 비데하족과 함께 연맹에 가입했다.
나야족은 옛 마하비데하 왕국 영토에서 강대국이 된 리차비 공화국과 밀접한 관계를 맺고 있었다. 나야족은 밧지 연맹의 구성원으로서 연맹의 수도인 바이샬리와 가까운 위치로 지리적 중요성을 부여받았다. 전쟁과 대외 정책을 밧지 평의회가 담당하면서 내부 정책 문제에서 자율성을 가지고 있었고, 나야족의 가나무키야가 의석을 차지하고 있었다.
나야족은 그 지리적 위치와 밧지 평의회에 가나무키야가 차례로 소속되어 있었기 때문에 나야족의 가나무키야인 싯다르타는 리차비족의 가나무키야인 체타카의 딸이자 마가다의 빔비사라 왕의 왕비였던 셀라나의 딸인 트리살라 공주와 결혼할 정도로 중요한 위치를 차지하게 되었다. 이러한 결혼 관계는 싯다르타에게 상당한 정치적 영향력을 제공했다.
자이나교의 제23대 티르탕카라 파르슈바나타는 일찍부터 나야족의 후손이었고, 제24대 티르탕카라 마하비라는 싯다르타와 트리살라의 아들이었다. 나야족은 마하비라의 가르침을 받아들였으며, 마하비라가 죽은 후 그의 출신 부족으로 명성을 얻었다.
불교의 창시자인 고타마 싯다르타가 죽은 후, 리차비족, 말라족, 샤카족은 그의 유물에 대한 소유권을 주장했지만, 비데하족과 나야족은 리차비족의 종속국이었기 때문에 유물의 소유권을 주장할 수 없었다.

### 마가다의 정복
원래 나야족이 속한 밧지 연맹을 이끌었던 리차비족과 남쪽 이웃 나라인 마가다 왕국과의 관계는 좋았으며, 마가다의 왕 빔비사라의 아내는 리차비족 나야족 사칼라의 아들 심하의 딸인 바이샬리 공주 바사비였다. 그럼에도 불구하고 리차비와 마가다는 석가모니 사후 그의 유물을 획득하기 위해 말라의 수도 쿠시나가라에서 경쟁하는 등 간헐적으로 긴장이 있었다.
또 다른 경우에 리차비족은 한때 갠지스강 건너편에서 마가다 영토를 침공했으며 어느 시점에서 마가다와 리차비 사이의 관계는 리차비족이 마가다 왕 빔비사라에 대해 저지른 중대한 범죄의 결과로 영구적으로 악화되었다.
리차비와 마가다 사이의 적대감은 빔비사라를 죽이고 마가다의 왕좌를 찬탈한 아자타샤트루의 통치하에 계속되었다. 마침내 리차비는 그의 의붓동생이자 앙가의 총독인 베할라가 아자타사트루를 상대로 일으킨 반란을 지지했다. 베할라는 그의 또 다른 리차비족의 아내인 셀라나의 아들이었다. 빔비사라는 아자타샤트루가 그를 상대로 음모를 꾸민 것이 발각되자 그에 대한 총애를 잃고 자신의 후계자로 베할라를 선택했으며, 리차비족은 아자타샤트루가 왕위를 찬탈한 후에 베할라를 마가다의 왕좌에 앉히려고 시도했고 베할라가 그의 반란의 근거지로 그들의 수도 바이샬리를 사용하도록 허락했다. 이 반란이 실패한 후, 베할라는 밧지 연맹의 수도인 바이샬리로 도망갔고, 아자타샤트루는 밧지 연맹과 반복적으로 협상을 시도했지만 결국 실패로 끝나자 기원전 484년 밧지 동맹에 전쟁을 선포했다.
리차비와 마가다 사이의 긴장은 리차비족이 이끄는 바지카 연맹이 정기적으로 모든 귀중품을 코지가마에서 수집하고 마가다에게 아무 것도 맡기지 않는 강가의 코지가마의 마가다-리차비 공동 국경 초소를 처리하면서 악화되었다. 따라서 아자타샤트루는 그에 대한 보복으로 밧지 동맹을 파괴하기로 결정한 것이지만, 또 다른 이유는 그의 어머니 바사비가 비데하의 후손인 리차비 공주였기에 그가 야심한 제국 건설자로서 당시 밧지 동맹의 일부였던 옛 마하비데하 왕국의 영토에 눈독을 들였기 때문이다. 밧지 동맹에 대한 아자타사트루의 적대감은 또한 마가다와 밧지 연맹 사이의 정치적 조직의 형태가 다른 결과로서, 전자는 군주제이고 후자는 공화제이며, 고대 그리스 왕국의 스파르타가 아테나이의 민주적인 정부 형태에 반대하는 것, 그리고 고대 마케도니아 왕 필리포스 2세와 아테나이와 테바이 공화국 사이의 적대 관계와 크게 다르지 않았다.
또한 아자타사트루는 밧지 연맹의 주요 가맹국이었던 나야 공화국을 위협했고, 따라서 나야 공화국은 이 연맹의 다른 남부 부족들과 함께 마가다에 맞서 싸웠다. 밧지 연맹의 군대는 초기에 아자타샤트루가 그들을 상대로 성공하기에는 너무 강했고, 기원전 468년까지 마침내 밧지 연맹을 패배시키고 나야족을 포함한 영토를 합병하기 위해 10년에 걸쳐 외교와 음모에 의존해야 했다. 마가다가 나야족을 포함한 밧지 연맹을 정복한 이후 나야족은 더 이상 기존의 정치 체제로 언급되지 않았다.

## 사회 및 정치 조직

### 정치
후대의 자이나교 문헌에서는 나야를 강력한 왕국으로 묘사하고 있지만, 나야족은 사실 귀족공화제로 조직된 작은 부족이었다.
나야족은 밧지 연맹의 다른 구성원들인 리차비족, 비데하족, 말라족과 마찬가지로 크샤트리야 부족이었고, 나야족 크샤트리야 가문의 우두머리들은 의회를 구성하였으며, 의회의 하위 기관인 평의회는 의회보다 더 자주 열렸다. 이 두 기관의 구성원 수는 알려지지 않았지만, 의회와 평의회는 산타가라에서 열렸다.
나야족의 수장은 나야 공화국의 종신직 수반이었던 가나무키야였다. 가나무키야는 라자(rājā, "통치자"라는 뜻) 또는 카티야(khattiya, 즉 크샤트리야의 팔리어 형태)의 칭호로 더 자주 언급되었으며, 그 지위는 훨씬 후의 타를루크다르와 자민다르의 지위와 동등했다. 나야족의 가나무키야는 의회와 평의회의 도움을 받았으며, 밧지 평의회의 의석 18석 중 9석을 차지했다.

### 군대
나야 공화국은 대규모 상비군을 보유하지는 않았지만 마가다와의 전쟁에서 밧지 연맹에 군대를 지원했다.

### 경찰
나야 공화국은 소규모 경찰력을 보유하고 있었다.